# 中国金融期货交易所
中国金融期货交易所（英語：China Financial Futures Exchange），简称“中金所（CFFEX）”，是经中华人民共和国国务院同意，由中国证监会批准设立的中国内地第四家期货交易所，也是首家金融衍生品交易所。中国金融期货交易所于2006年9月8日在上海挂牌，由中国金融期货交易所股份有限公司负责运营，这也是中国内地首家公司制交易所。中国金融期货交易所股份有限公司原始注册资本为5亿元人民币，分别由大连商品交易所、上海期货交易所、上海证券交易所、深圳证券交易所和郑州商品交易所等五家机构各出资1亿元。2010年，中金所推出沪深300股指期货合约。根据2017年的数据，中国金融期货交易所全年累计成交额为24.59万亿元。2022年7月22日，中证1000股指期货和期权在中国金融期货交易所上市。

## 组织结构

### 董事会
- 董事长：胡政[8]
- 董事：姜岩、陈华平、李正强、黄红元、王建军、戎志平[8]

### 监事会
- 监事：熊伟、李鸣钟、史光伟[8]

### 管理层
- 总经理：戎志平[8]
- 副总经理：李海超、惠湄、张晓刚、李玉龙、曹越[8]
- 纪委书记：陈士轰[8]